# Julián Polanía Pérez
Julián Polanía Pérez  (28 de agosto de 1933-7 de junio de 1965), fue un poeta colombiano, cofundador de Los Papelípolas.

## Reseña biográfica
Julián Polanía Pérez es un poeta colombiano cofundador de Los Papelípolas, grupo literario que lleva el marbete de movimiento, surgido en el departamento del Huila, en 1958. Según la libreta de apuntes de su padre, nació en Palermo, Huila, a las 6 p.m., del 28 de agosto de 1933 (yo nací sobre ti, donde la Patria camina por la sangre, donde la tierra es un abrazo entre los árboles para la piel agraria de los hombres se encuentra escrito en letras de bronce en la galería de Palermo, Huila, texto procedente de un poema suyo). Era el hijo menor de Aquileo Polanía y Encarnación Pérez. Sus hermanos mayores eran Ildefonso, ingeniero egresado de la Universidad Nacional de Colombia e Ignacio, veterano de la Guerra de Korea. Su madre murió poco después del parto, quedando, al igual que su contemporáneo papelípola, Luis Ernesto Luna Suárez, huérfano, al cuidado de una abuela fanática y de carácter difícil. Su padre se casó dos años después con su prima Judith Polanía, unión de la que se nacieron otros hermanos: Antonio María, que rescata sus memorias para la obra Los Papelípolas, Ensayo Sobre una Generación Poética, de Delimiro Moreno, Claudio Guillermo, Rodolfo, Rodrigo, Francisco José, Luis Fernando y María Victoria Polanía Polanía.

## Estudios
En 1944, por el deseo de su abuela de tener un descendiente fraile, estudió en el Colegio Seráfico de los Franciscanos de Cali; en 1946 estudió en el colegio San Medardo Salesiano de Neiva (de ambos expulsado por mala conducta); en 1947 ingresó a primer año en el colegio Santa Librada de Neiva; en 1950, medio año en el colegio San Agustín; para terminar tercero en el colegio Santa Librada; en 4° se retira de los estudios formales. Muy joven, era llamado para hacer propaganda política por los dirigentes del Partido Conservador de Neiva.

## Comienzos Poéticos
Hacia 1950 o 1951, organizó un periódico literario e informativo, que leía por los altoparlantes de Palermo, su pueblo, puestos a su disposición por un café central, alrededor del cual se reunían los mayores a las 7:30 de la noche. Para un 28 de diciembre, día de los Inocentes en Colombia, los letreros del pueblo aparecieron cambiados de lugar (se burlaron con alusiones normativas, o símbolos comerciales, de los defectos de los vecinos). 

## Soldado
En 1952 se presentó al cuartel de Villavicencio o Apiay. Al salir del ejército (1953 aproximadamente), empezó como oficial o escribiente de la alcaldía de Saladoblanco (recién elevado a municipio), donde fue ascendido.

## Funcionario Civil en el Ejército
Decidió mudarse a Bogotá (1953 aproximadamente) por sus inquietudes literarias, con su hermano Ildefonso, con el que concurrió a la tertulia del célebre Café Automático, tomando contacto con el Grupo de Barranquilla, entre otros, trabajó como funcionario civil de reclutamiento desempeñando sus labores en ciudades como Cúcuta, Bucaramanga y Neiva.

## Político
Retornó a Neiva (aproximadamente en 1962), y retomó contacto con los dirigentes del Partido Conservador en Neiva, donde se convirtió rápidamente con ayuda de estos, en diputado de la Asamblea Departamental. En un receso fue nombrado personero de Neiva, diseñando un plan para solucionar el problema de los cinturones de miseria, construyendo el barrio Santa Isabel. Más tarde fue nombrado gerente de las Empresas Públicas de Neiva, donde generó una polémica por cobrar el agua con el que llenaban las piscinas los estratos más altos.

## Poeta
En 1957 participó en la edición del Índice Poético del Huila de David Rivera Moya, donde aparecieron sus versos; en 1958 publicó su primer libro de poemas Noción de Pesadumbre en el N° 1 de los Cuadernos Huilenses publicados por Intercol, bajo la dirección de Gustavo Andrade, fundando junto a otro grupo de poetas, Los Papelípolas. Para esta época, colaboran en la creación del Centro Literario del Huila, más tarde renombrado por vez segunda, Academia Huilense de Historia (fundada antes por Joaquín García Borrero, Julián Motta Salas, Julio Borrero, Alejandro y Federico Villoria, entre otros). En 1963, publicó casi a la par de su contemporáneo papelípola Ángel Sierra Basto, la Narración de los Rostros Vivientes (en Hojas de Cultura Huilense, Imprenta Departamental del Huila). En 1964, se leen otros de sus versos en la Revista Ecos del bachillerato nocturno José María Rojas Garrido.
Sus publicaciones pueden leerse en varias antologías:
- LOSADA, Félix Ramiro, Literatura Huilense, Ediciones Centenario, Col., 2005.
- ECHAVARRÍA, Rogelio, Antología de la Poesía Colombiana, Bogotá, Col., El Áncora Editores, 1997.
- LICONA, Pedro, Crónica Poética del Huila, Instituto de Cultura Popular de Neiva, Col., 1996.
- LIS, Óliver, Los Papelípolas, Antología Poética e su Quincuagésimo Aniversario, 2007.
- MORENO, Delimiro, Los Papelípolas, Ensayo Sobre Una Generación Poética, Vargas Editores, Bogotá, Col., 1995.
- GUEBELLY, Jorge, Soledad y Orfandad del Hombre Moderno en la Poesía Huilense, Universidad Surcolombiana, Col., 1987.
- COMPILACIÓN DE VARIOS AUTORES (Jonathan de la Sierra, Armando Cerón, Carlos Gutiérrez y Luis Ernesto Luna), Una vez desaparecido el tren la estación parte riendo en busca del viajero, Colección el Búho y la Serpiente, 2, Fondo de Autores Huilenses, Col., 1988.

## Deceso
El 7 de junio murió en el Hospital Militar de Bogotá, tras un accidente automovilístico, acaecido el domingo 6, llegando a Neiva de su municipio natal, en 1965. Su contemporáneo Darío Silva Silva, asegura que su muerte parecía estar anunciada en su poema Un Domingo Como Sombra, que puede leerse en su primera obra literaria, Noción de Pesadumbre (1958).